# 18142 Adamsidman
18142 Adamsidman è un asteroide della fascia principale. Scoperto nel 2000, presenta un'orbita caratterizzata da un semiasse maggiore pari a 2,2290171 UA e da un'eccentricità di 0,1536594, inclinata di 3,90969° rispetto all'eclittica.